# (21503) Beksha
(21503) Beksha (1998 KL18) – planetoida z grupy pasa głównego asteroid okrążająca Słońce w ciągu 4,03 lat w średniej odległości 2,53 j.a. Odkryta 22 maja 1998 roku.